# Isola di Pebble
L'isola di Pebble (in inglese Pebble Island, in spagnolo Isla Borbón) è un'isola dell'Atlantico meridionale, parte dell'arcipelago delle Isole Falkland. L'isola è amministrativamente parte del Territorio britannico d'Oltremare delle Isole Falkland, ma come il resto dell'arcipelago è rivendicata dall'Argentina.

## Geografia
Situata a nord dell'isola Falkland Occidentale, con una superficie di 103,26 km² Pebble è la quinta isola per estensione dell'arcipelago delle Falkland; l'isola ha una forma allungata, misurando da est a ovest circa 30 km di lunghezza ma da nord a sud solo 7 km nel punto più stretto, dove l'ampio golfo di Elephant Bay divide l'isola in due masse distinte tenute insieme da un istmo. La cima più alta, First Mountain, misura 277 metri sul livello del mare e si trova nella parte occidentale dell'isola con i picchi di Marble Mountain (237 m) e Middle Mountain (214 m); la parte orientale è generalmente pianeggiante con molti grandi laghi e stagni, che forniscono importanti habitat per uccelli acquatici di vario tipo.
L'isola ha un centro abitato (Pebble Island Settlement, in spagnolo Puerto Calderón), situato sull'istmo centrale e affacciato su Elephant Bay, che funge da riferimento per le varie fattorie sparse sulla superficie dell'isola.

## Storia
Il nome dell'isola deriva probabilmente dai ciottoli sferici (pebble in inglese) comuni lungo la costa orientale.
La prima fattoria costruita su Pebble fu installata da John Markham Dean nel 1846. Durante la guerra delle Falkland nel 1982, le truppe argentine stabilirono una base aerea (Estación Aeronaval Calderón) su Pebble, completa di pista di atterraggio, depositi di carburante e altre strutture; nella notte tra il 14 e il 15 maggio 1982 elementi dello Special Air Service britannico portati da elicotteri attaccarono la base argentina provocando gravi danni oltre alla distruzione di 11 aerei.